# Spamblog
Spamblog kommer af ordene Spam, som er en betegnelse for reklamer, man ikke selv har bedt om og blog som er en weblog, er en webside, som opdateres jævnligt med korte tekster (kaldet poster), som regel med den til enhver tid nyeste øverst.
En spamblog er en blog som er lavet med det ene formål at promovere et bestemt produkt, de computergenererede poster er fyldt med nonsens for at forvirre søgemaskiner og henviser alle til noget bestemt (fx viagra eller sommerhuse) Det er let at gennemskue for mennesker, at spambloggen ikke er reel, men man kan uforvarende komme til at ramme en spamblog fx på grund af Bloggers next blog funktion, hvor man bliver sendt til en tilfældig blog på Bloggers netværk.
Hovedformålet med en spamblog er dog at få en bestemt hjemmeside på nettet listet så højt som muligt på søgemaskiner, da mange søgemaskiner bruger links fra andre hjemmesider som en metode til at bestemme en hjemmesides rang.